# Survival of the Sickest
Survival Of The Sickest är ett musikalbum av Mad Sin och släpptes 2002. Ansvarigt skivbolag var People Like You Records.

## Låtlista
1. COMMUNICATION BREAKDOWN
2. REVENGE
3. SIN IS LAW (RACKET IN 711)
4. NOTHING'S ALRIGHT
5. 1000 EYES
6. CONQUER THE WORLD
7. SWEET CAROLINE
8. PSYCHO SIDESHOW
9. LOVE IS DEAD
10. WHERE THE WILD THINGS ARE
11. SHE'S SO BAD IT'S GOOD
12. SENSELESS SPECIES
13. DANGERZONE
14. DELIRIUM
15. BLOODY MONDAY
16. CLASS WARPATH

## Bandmedlemmar
- KÖFTE - VOCALS
- F.STEIN - GUITAR
- TEX MORTON - GUITAR
- HOLLY - BASS
- ANDY LAAF - DRUMS